# Socodor
Socodor – wieś w Rumunii, w okręgu Arad, w gminie Socodor. W 2011 roku liczyła 2367 mieszkańców. 